# 1947 Iso-Heikkilä
Az 1947 Iso-Heikkila (ideiglenes jelöléssel 1935 EA) a Naprendszer kisbolygóövében található aszteroida. Yrjö Väisälä fedezte fel 1935. március 4-én.